# Creel Zmundzinski
Creel Zmundzinski es un personaje de ficción que aparece en varios relatos de Annie Proulx.
Es guarda forestal en Wyoming, varón, pelirrojo, tiene unos 35 años y está soltero. Es apacible, tiene muchos amigos y siempre está dispuesto a hacer un favor. Huérfano a los 8 años, fue acogido en un hospicio, donde tuvo un comportamiento muy conflictivo. Un funcionario del Departamento de Caza y Pesca de Wyoming dio una charla sobre las bondades de la naturaleza en el orfanato cuando Creel tenía 14 años y llevó días más tarde a él y a sus compañeros a visitar el Parque nacional de Yellowstone. A Creel le entusiasmó la vida en las montañas y cuando tuvo edad suficiente se hizo guarda del Departamento de Caza y Pesca.
En el relato "La boca del infierno", montado Creel en su caballo, lleva andando delante de sí por el bosque a un cazador furtivo que ha detenido porque no tiene licencia de caza, acaba de matar un alce hembra cuya cría no podrá valerse por sí misma y además protesta airadamente por su detención. Al llegar a una pista forestal, el furtivo pisa un lugar cubierto con grava que tapa un túnel vertical, boca de un pequeño volcán. Creel ignoraba su existencia. El furtivo desaparece tragado por la lava, cerrándose inmediatamente la boca, quedando nuevamente cubierta por la grava. A partir de entonces, Creel llevaba a ese lugar a los cazadores furtivos que no aceptaban dócilmente la detención y donde desaparecían engullidos en el túnel. Se justificaba diciéndose que así se ahorraba "un montón de papeleo". Contó lo sucedido a sus compañeros los cuales en adelante le imitaron, llevando también a aquel lugar a los cazadores furtivos que habían descubierto y que no les caían bien. Con el tiempo hubo tal acumulación de coches de guardas forestales en este lugar deshaciéndose de furtivos que un día una inspección que sobrevolaba el lugar, pensó que aquellos coches pertenecían a turistas, por lo que se acordó sanear el lugar para convertirlo en aparcamiento para visitantes del parque. Tras esto, Creel tuvo que hacerse cargo otra vez del "papeleo".
En el relato "El concurso", los varones de una pequeña población rural de Wyoming se habían aburrido mucho durante el invierno. Llegada la primavera, acordaron que cuando comenzase el siguiente invierno dejarían todos de afeitarse y establecieron una aportación de diez dólares por concursante. El fondo creado lo recibiría como premio el que tuviese la barba más larga el cuatro de julio del siguiente año. El seguimiento de la crecida de las barbas llegado el nuevo invierno lo hizo menos aburrido. Creel Zmundzinski es uno de los concursantes.
En el relato "Se alquila en Florida", una mujer que fue novia de Creel y que vive en una pequeña población rural de Wyoming en una casa con un hermoso huerto al que dedica todas sus horas libres, encuentra éste invadido una noche por las vacas del rancho vecino del que su huerto está separado por un pequeño río vadeable. Esto ocurre porque el vecino propietario de las vacas del otro lado del río, ante la sequía que sufre su tierra, corta la alambrada que se levanta en su orilla. Todos los intentos de espantar a las vacas para que no crucen el río y no le destrocen su huerto resultan vanos a la mujer hasta que consigue que un criador de caimanes de Florida le ceda alquilados dos de sus animales. Estos llegan en dos cajas en un camión durante la noche y Creel ayuda a descargarlas y soltar los animales en el río. Cuando ve el espanto que los caimanes producen en las vacas que ya no osarán cruzar el río y asombrado por la genial idea que ha tenido su antigua novia, casi se vuelve a enamorar de ella otra vez.